# Налоговая политика государства
Налоговая политика государства — система мер правительства в области налогов и сборов, составная часть финансовой политики государства. Выражается в выборе видов налогов, величин налоговых ставок, круга налогоплательщиков и объектов налогообложения, налоговых льгот.
Налоговая политика государства имеет как микроэкономические, так и макроэкономические аспекты. Макроэкономические аспекты касаются общего количества собираемых налогов, которые могут отрицательно влиять на уровень экономической активности; это один из компонентов фискальной политики. Микроэкономические аспекты касаются вопросов справедливости (кого облагать налогом) и эффективности распределения (то есть какие налоги окажут искажающее воздействие на суммы различных видов экономической деятельности).
Выбор налоговой политики государства зависит от социально-экономического строя, состояния экономики и финансов страны. Среди мер налоговой политики могут быть различные законы, в частности регламентирующие ускоренную амортизацию основного капитала, скидки на истощение недр, освобождение от налогообложения (полное или частичное) отдельных предприятий и отраслей. Система мероприятий налоговой политики может использоваться для стимулирования инвестиций и проведения региональной политики. Важной задачей налоговой политики является выявление лазеек в налоговом законодательстве, позволяющих предприятиям уходить от уплаты налогов.
В зависимости от целей налогового регулирования многие исследователи выделяют следующие формы налоговой политики государств:
- Политика максимальных налогов направлена на увеличение числа налогов, рост налоговых ставок, сокращение налоговых льгот.
- Политика экономического развития связана с уменьшением налогового бремени предпринимателей при одновременном сокращении государственных расходов, в первую очередь, на социальные программы.
- «Смешанная» политика характеризуется сочетанием двух предыдущих форм, обеспечивая высокий уровень налогов для выполнения государством социальных обязательств.

А. В. Аронов и В. А. Кашин различают либерально-ограниченную и социально-нагруженную модели налоговой политики. Либерально-ограниченная модель нацелена на наращивание производства товаров, выход и экспансию на новые внешние рынки, рост доходов населения за счёт частной инициативы. Для этой модели характерно строгое соблюдение предельного уровня налоговых изъятий, предоставление широких инвестиционных льгот, ограничение вмешательства государства в экономическую деятельность. При этом проведение подобной налоговой политики приводит к сокращению социальных льгот и гарантий. По мнению исследователей, указанная политика на сегодняшний день реализуется Индией, Китаем, странами Юго-Восточной Азии, Бразилией, Мексикой и некоторыми другими государствами. Приоритетами социально-нагруженной модели являются поддержание потребительского спроса, высокой доли экспорта, экспансии финансового капитала, обеспечение занятости и сокращение неравенства в распределении доходов, проведение структурной политики. Такая налоговая политика присуща государствам, поддерживающим высокий уровень социальных гарантий, и в связи с этим характеризуется высокими налоговыми ставками.
Наука о налоговой политике стала зарождаться в первой половине XVI века.